# Fantaisie-valse
La Fantaisie-valse est une valse pour piano d'Erik Satie composée en 1885.

## Contexte
Erik Satie compose sa Fantaisie-valse en 1885, en même temps que la Valse-ballet. Les deux pièces, seules pages « de musique de salon de Satie, influencées par Chopin », relève le musicologue Robert Orledge, « furent probablement écrites pour être données à l'occasion des réunions musicales de sa belle-mère Eugénie Barnetche au 26 (devenu 66 fin 1886) Boulevard Magenta (Paris Xe) ».
Cette valse s'apparente à la célèbre Invitation à la danse de Carl Maria von Weber et aux Valses-Caprices d'Emmanuel Chabrier. Cependant, elle reste inégalement réussie selon Jean-Pierre Armengaud.
Œuvre de jeunesse, la Fantaisie-valse est avec la Valse-ballet une des deux premières œuvres publiées de Satie. Elle paraît en 1887 chez La Musique des familles, petite maison d'édition dirigée par Alfred Satie, le père du compositeur. Les deux pièces sont rééditées ensemble en 1975, par Salabert,.
La partition, d'une durée moyenne d'exécution de deux minutes trente environ, est dédiée à JP Contamine de Latour.

## Analyse
La première note simule l'élan respiratoire, auquel suit un long motif tournoyant et montant vers les aigus qui est celui de la Valse. Cependant, la partie centrale de l'œuvre semble suggérer que le valseur a perdu son souffle. Il y a cependant toujours cette idée d'une seule mélodie qui tient du début à la fin de la pièce. Cette idée de la longue mélodie est, comme dit Vladimir Jankélévitch, « un roman dans un soupir ». Dans cette pièce, Erik Satie semble souhaiter que la musique ne soit plus tributaire du temps, mais de l'espace.
Pour Vincent Lajoinie, la Fantaisie-valse et la Valse-ballet sont toutefois « trop imprégnées des rengaines populaires et reflétant encore une certaine inexpérience de plume ». Guy Sacre, à propos des deux partitions, les juge « d'anodine convention, à quelques mois des audacieuses Sarabandes ».